# Johann Daniel Busch
Pour les articles homonymes, voir Busch.
Johann Daniel Busch (né le 6 septembre 1735 à Itzehoe, mort le 12 septembre 1787 à Drochtersen) est un facteur d'orgue.

## Biographie
Né en 1735, Busch reprend l'atelier de facture d'orgue à Itzehoe après la mort de son père, Johann Dietrich Busch en 1753. Il construit de nombreux instruments de haute qualité dans la région des anciens duchés de Schleswig Holstein et dans la région de Kehdingen (de). Immédiatement après la mort de son père, sa mère demande pour lui le privilège (de fabrication) dont bénéficiait son père. Les deux rivaux, Johann Matthias Schreiber de Glückstadt et Johann Hinrich Mittelheuser de Wilster sont repoussés. Le 4 mai 1753 Bush reçoit le certificat et devient alors « Königlich Dänischer und Groß Fürstl. Schleswig-Holsteinischer privilegierter Orgelmacher über die Fürstentümer und Grafschaften » (facteur d'orgue privilégié du roi et de prince du royaume de Danemark pour les comtés et principautés du Schleswig-Holstein). Beaucoup de ses instruments se trouvent donc au sud du Jutland. Il construit d'autres orgues pour la Norvège et le royaume d'Astrakhan. En plus des nombreux chantiers d'entretien et d'agrandissement d'instruments existants, Johann Daniel Busch construit les orgues ci-dessous :

## Réalisations (sélection)
| Année     | Lieu                         | Bâtiment                     | Photo | Clavier | Registre | Remarques |
| --------- | ---------------------------- | ---------------------------- | ----- | ------- | -------- | --- |
| 1752      | Dybbøl (DK)                  |                              |       |         |          | |
| 1752/53   | Højer (DK)                   |                              |       |         |          | |
| 1758–1761 | Langenhorn                   | St. Laurentius               |       | II/P    | 29       | Création; buffet conservé; reconstruction en 1985                                                                                             |
| 1761      | Sottrup (DK)                 |                              |       |         |          | Création; en collaboration avec son frère |
| 1760–1762 | Grundhof                     | Marienkirche (Grundhof)      |       |         |          | Création |
| 1761/62   | Steinbergkirche              |                              |       |         |          | |
| 1763      | Eddelak                      | St. Marien                   |       | I       | 4        | Création d'un positif, développé par Johann Conrad Rudolph Wohlien en 1842; le positif originel est conservé (aujourd'hui en II/P/15).        |
| 1764      | Ærøskøbing (DK)              |                              |       |         |          | |
| 1766      | Ullerup (DK)                 |                              |       |         |          | |
| 1766      | Rendsburg                    | Christkirche                 |       | II/P    | 29       | Restauration (?) de l'orgue d'Arp Schnitger (1714–1716); Le bâti et quatre registres de Schnitger sont conservés.                             |
| 1767      | Preetz                       | Kloster Preetz Klosterkirche |       | II/P    | 25       | Restauration, instrument partiellement conservé.                                                                                              |
| 1768      | Drochtersen                  |                              |       | II/P    | 26       | Reconstruction?; le buffet est conservé. |
| 1768      | Ulkebøl (DK)                 |                              |       |         |          | Transféré à Böklund Fahrenstedt en 1788. |
| 1770      | Hamburg-Niendorf             |                              |       |         |          | Création; le buffet est conservé. |
| 1770      | Hohenwestedt                 |                              |       |         |          | Création. |
| 1771      | Trondheim                    | Frauenkirche                 |       |         |          | Buffet conservé. |
| 1771      | Neustadt in Holstein         |                              |       | III/P   | 34       | Création. |
| 1775      | Augustenborg (DK)            |                              |       |         |          | |
| 1776      | Schönwalde am Bungsberg      |                              |       |         |          | Création; petit orgue. |
| 1776/77   | Christiansfeld (DK)          |                              |       |         |          | |
| 1779      | Kolonie Sarepta in Astrachan |                              |       |         |          | Détruit en 1931. |
| 1779      | Itzehoe                      | Chapelle St. Jürgen          |       |         |          | Élargi et à Welt depuis 1847. |
| 1780      | Drochtersen                  | St. Johannis und Catharina   |       | II/P    | 26       | Buffet conservé; création de Carl Johann Heinrich Röver (II/P/22) en 1895.                                                                    |
| 1780      | Gnadau                       | Brüdergemeinde               |       |         |          | |
| 1782      | Oldenburg in Holstein        |                              |       |         |          | Création partiellement réalisée par H.H. Leibbrand.                                                                                           |
| 1784      | Kahleby                      | Église Sainte-Marie          |       | II/P    | 14       | Création; 1983–1985 Reconstruction du registre perdu.                                                                                         |
| 1785      | Bahrenfleth                  | St. Nicolai                  |       |         |          | Partiellement conservé |
| 1785      | Plön                         | St. Johannis                 |       |         |          | |
| 1786      | Ulsnis                       |                              |       | II/p    | 12       | Trois modifications aux XIXe et XXe siècles; aujourd'hui II/P/19; Restauration avec utilisation et adaptation du matériel historique en 2002. |
| 1787      | Sankt Margarethen            |                              |       |         |          | Création terminée par J.A. Mittelhäuser |

## source de la traduction
- (de) Cet article est partiellement ou en totalité issu de l’article de Wikipédia en allemand intitulé « Johann Daniel Busch » (voir la liste des auteurs).